# Сурра (Шабранский район)
Сурра́ (азерб. Surra) — селение в Шабранском районе Азербайджана.

## География
Населённый пункт расположен при речке Девечи.

## Название
Ойконим Сурра имеет арабское происхождение.

## История
В течение XIX—XX веков селение находилась в составе Российской империи. Оно входило в состав Кубинского уезда Бакинской губернии.
По сведениям «Камерального описания Кубинской провинции», составленном в 1831 году коллежским регистратором Хотяновским, в казённой деревне Сурра население состояло из шиитов ведших оседлый образ жизни и занимавшихся выращиванием пщеницы. Кендхудами Сурры являлись Гасым Ахмед оглы и его братья Али и Хусейн.
В 1880-х годах Сурра вместе с селениями Амирханлы, Аршали, Измара, Коз-Бабали, Хальфаляръ и Шихлы была частью Амирханлинского сельского общества Кубинского уезда Бакинской губернии, а в начале XX века населёнными пунктами Амирханлинского общества были Амирханлы средний, Амирханлы верхний, Амирханлы нижний, Амирханлинский Кишлаг беков, Аршали, Измара, Карабаги, Козъ-Бабали, Сурра, Халфаларъ и Шихлы.
После образования Азербайджанской ССР, когда ещё сохранялась уездная система, Сурра являлась одним из селений Дивичинского сельского общества Кубинского уезда.

## Население
В статистических материалах второй половины XIX — первой половины XX веков жители Сурры обычно фиксировались как «татары» // «тюрки» (азербайджанцы), но есть случай, когда они были указаны как таты.

### XIX век
По данным же списков населённых мест Бакинской губернии от 1870 года, составленных по сведения камерального описания губернии с 1859 по 1864 год, здесь имелось 25 дворов и 147 жителей (74 мужчины и 73 женщины), которые были «татарами»-шиитами (азербайджанцами-шиитами). Согласно сведениям 1873 года, опубликованным в изданном в 1879 году под редакцией Н. К. Зейдлица «Сборнике сведений о Кавказе», в Сурре было уже 27 дворов и 152 жителя (74 мужчины и 78 женщин), также «татар»-шиитов (азербайджанцев-шиитов). 
Из материалов посемейных списков на 1886 год видно, что все 177 жителя Сурры (94 мужчины и 83 женщины; 30 дымов) являлись «татарами»-шиитами (азербайджанцами-шиитами), которые были крестьянами.

### XX век
В одной из статистических ведомостей, приложенной к Обзору Бакинской губернии за 1902 года и показывающей национальный состав коренного населения населённых пунктов Бакинской губернии на 1 января 1903 года, по Сурре Дивичинского участка Кубинского уезда указаны 23 дыма и 123 души обоего пола (62 мужского пола и 61 женского пола), «татар» (азербайджанцев) по национальности. В «Кавказском календаре» на 1910 год читаем, что в Сурре за 1908 год было 125 жителей, но на этот раз преобладающим составом населения были указаны таты. 
По сведениям же Списка населённых мест, относящегося к Бакинской губернии и изданного Бакинским губернским статистическим комитетом в 1911 году, в селении насчитывалось 125 жителей «татарской» (азербайджанской) национальности (68 мужчин и 57 женщин; 22 дыма) и все поселяне на казённой земле.
Согласно результатам Азербайджанской сельскохозяйственной переписи 1921 года в селении проживало 104 человека (57 мужчин и 47 женщин), преимущественно «тюрки азербайджанские» (азербайджанцы).